# (2221) Chilton
(2221) Chilton est un astéroïde de la ceinture principale.

## Description
(2221) Chilton est un astéroïde de la ceinture principale. Il fut découvert le 25 août 1976 à Harvard par l'Observatoire de l'université Harvard. Il présente une orbite caractérisée par un demi-grand axe de 2,59 UA, une excentricité de 0,14 et une inclinaison de 13,8° par rapport à l'écliptique.

## Nom
L'astéroïde a été nommé en l'honneur de Jean Chilton McCrosky, épouse de l'astronome Richard Eugene McCrosky du Harvard-Smithsonian Center for Astrophysics.

## Compléments